# Segestria senoculata
Segestria senoculata là một loài nhện trong họ Segestriidae.
Loài này thuộc chi Segestria. Segestria senoculata được Linnaeus miêu tả năm 1758.

## Hình ảnh

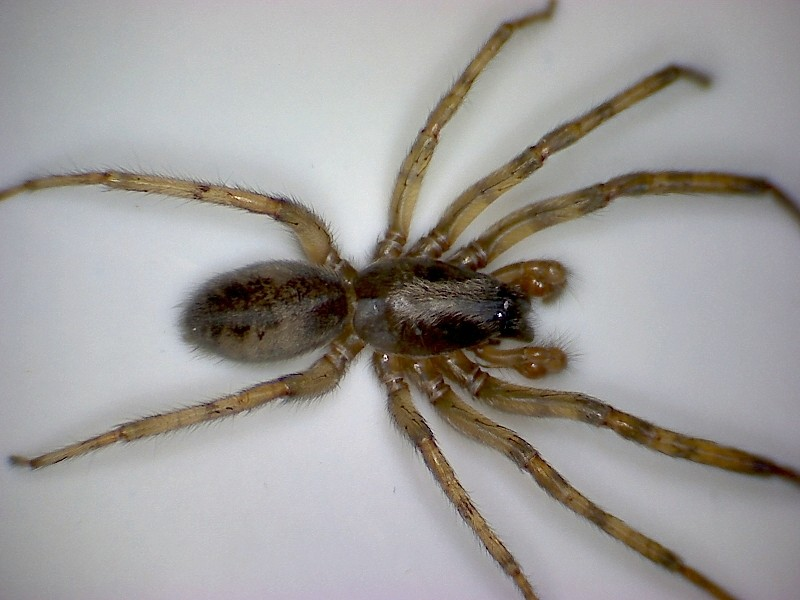
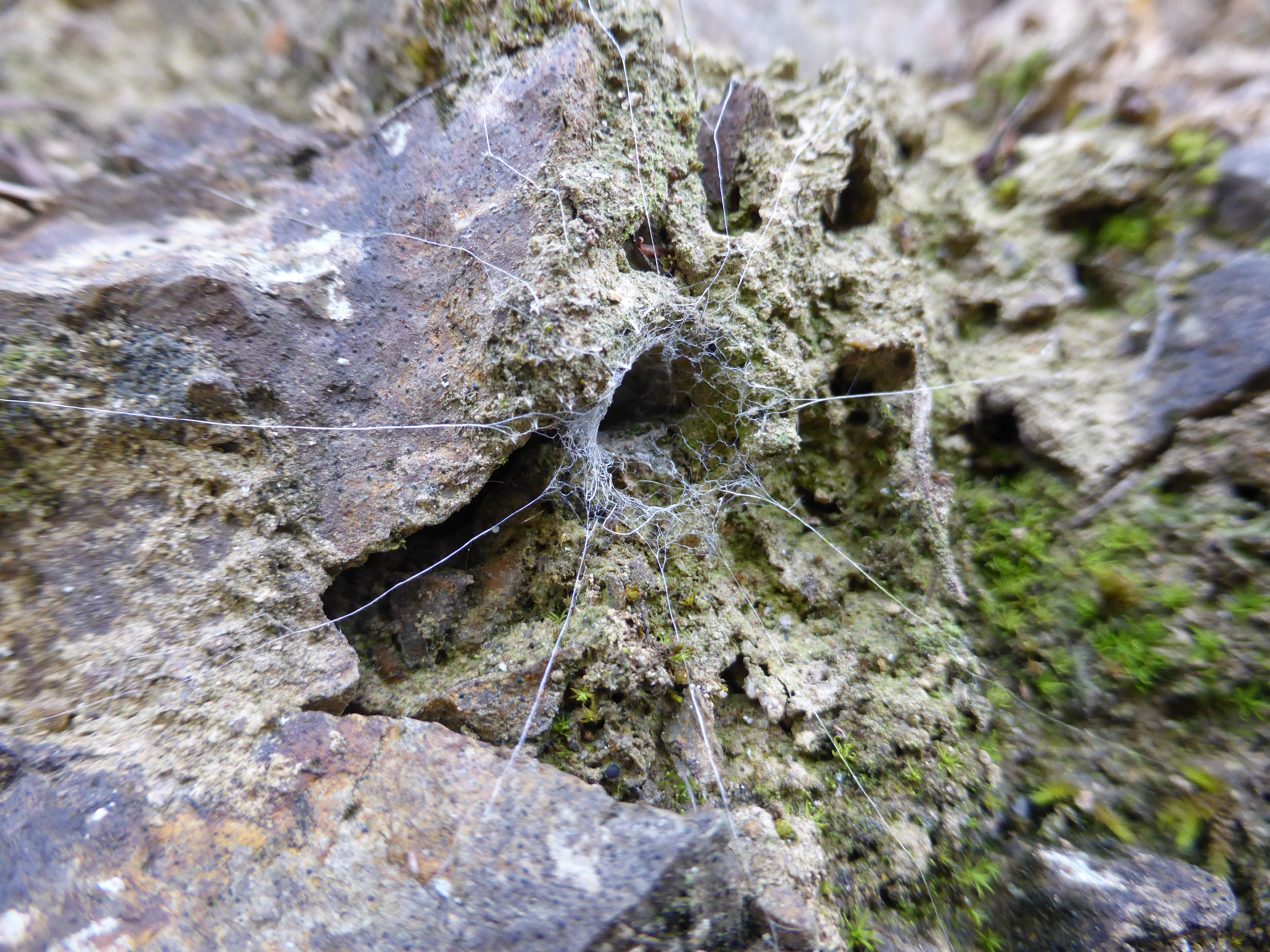
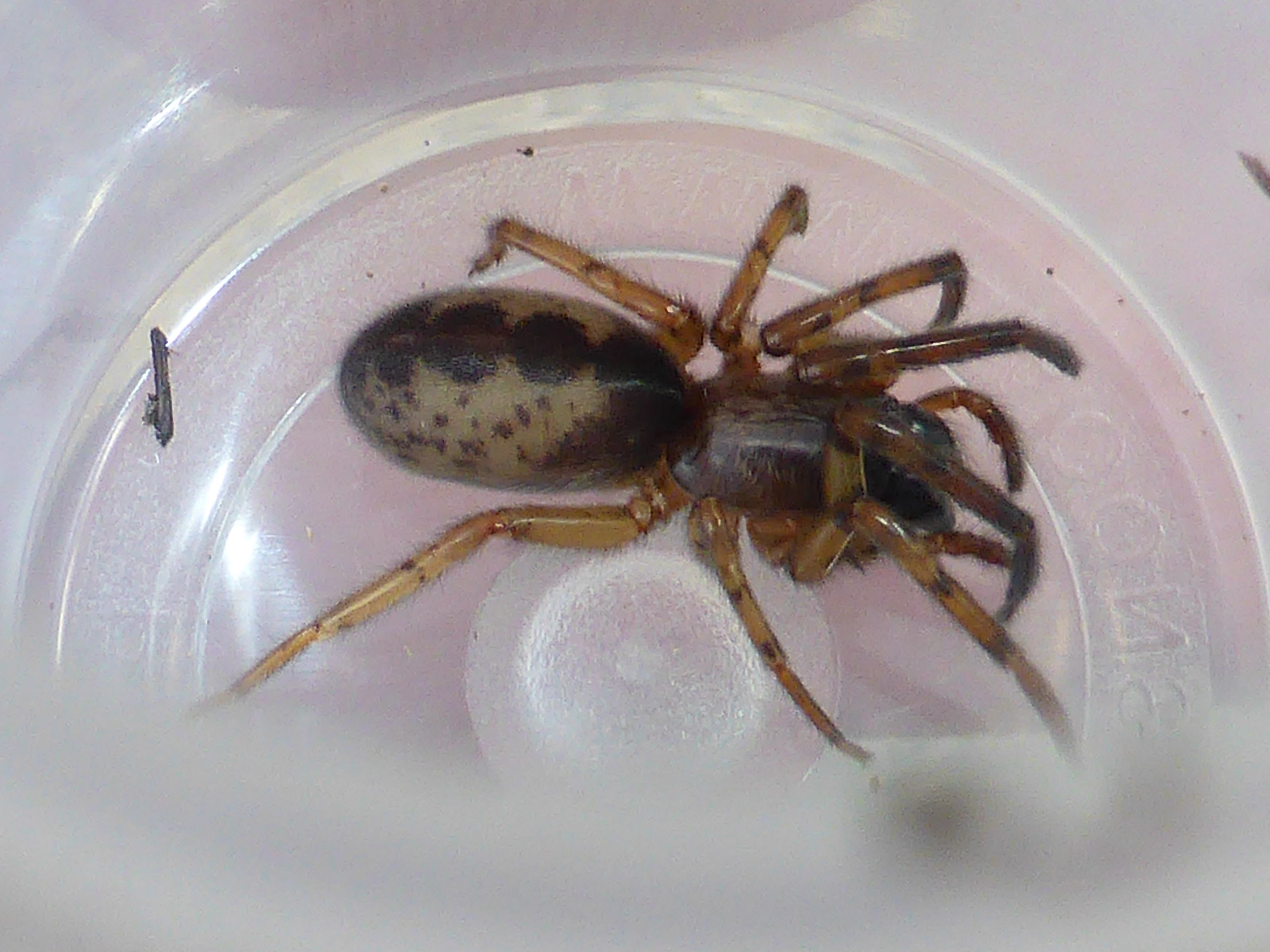
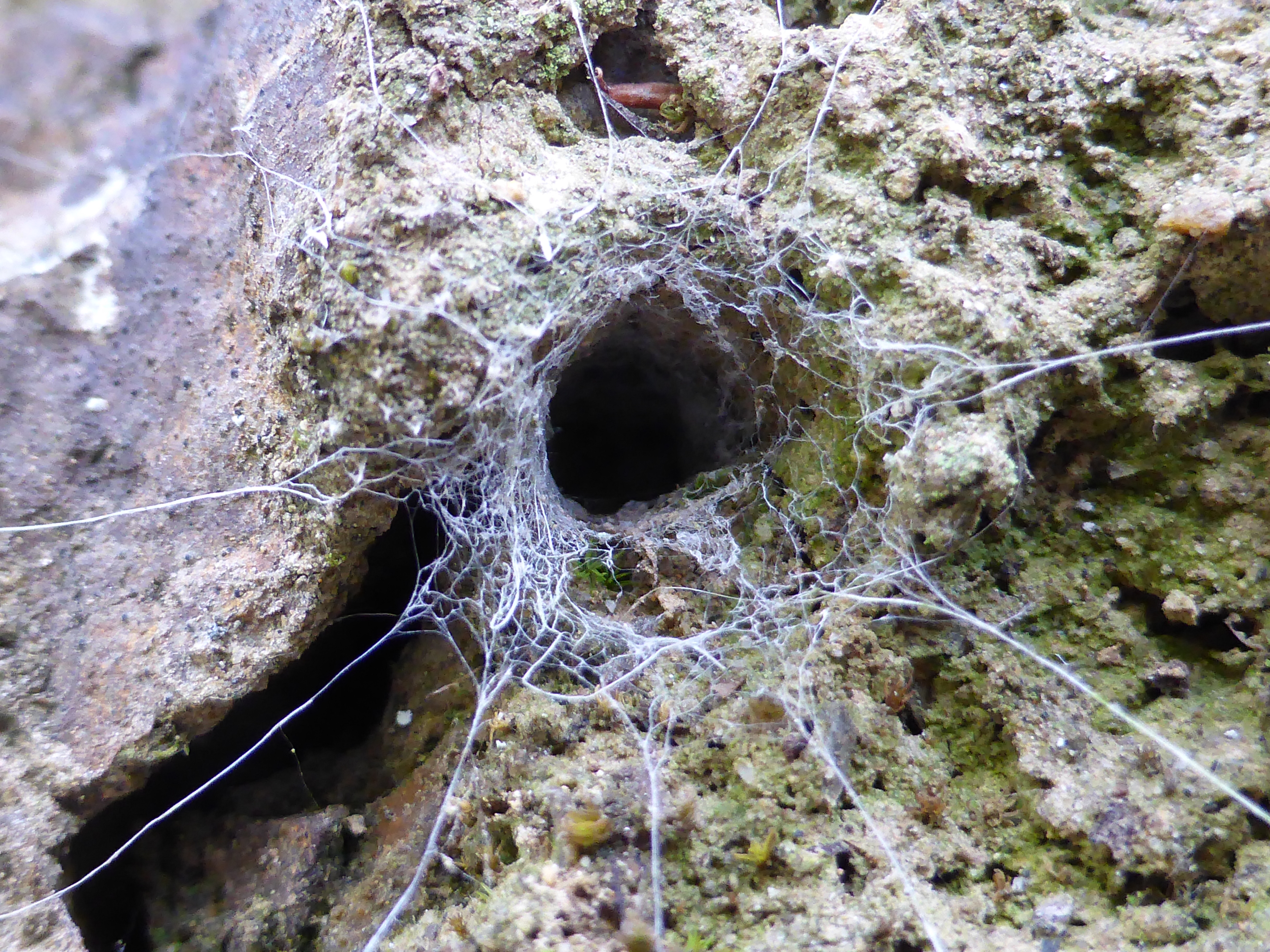